# Vodnikova cesta, Ljubljana
Vodnikova cesta je ena izmed najdaljših cest v Ljubljani, ki se razprostira preko Spodnje in Zgornje Šiške ter Dravelj.

## Poimenovanje
Vodnikova cesta je nastala z združitvijo več cest: prva je bila cesta v Spodnji Šiški, saj je bila ustanovljena 15. julija 1902. Poimenovali so jo po dejstvu, da ob cesti leži Vodnikova rojstna hiša, leta 1913 pa je Zgornja Šiška poimenovala novo cesto, ki je bila le nadaljevanje spodnješišenske Vodnikove. Tretje podaljšanje (na področje Zgornje Šiške in Dravelj) pa se je zgodilo 17. decembra 1937.

## Urbanizem
Prične se na križišču s Celovško cesto, Pod gozdom in Ulico Milana Majcna, po prečkanju ljubljanske obvoznice, postane ozka ulica, deloma brez pločnikov ter poteka skozi nekdanje vaško jedro Dravelj in mimo cerkve sv. Roka spet do Celovške ceste.
Na cesto se (od juga proti severu) povezujejo: Tržna, Na Jami, Derčeva, Pod hribom, Gospodinjska, Scopolijeva, Kneza Koclja, Tugomerjeva, Freyerjeva, Martina Krpana, Šišenska cesta, Majde Šilčeve, Rašiška, Adamičeva, Bregarjeva, Adamičeva, Koseška, Adamičeva, Levičnikova, Bitenčeva, Vodnikovo naselje, Lakotence, Kavadarska, Majorja Lavriča, Draveljska, Kovaška, Dražgoška, Korenčanova, Pržanjska, Šlosarjeva, Na Korošci, Bohinjčeva, Brilejeva in Dolomitska.
Poleg Vodnikove domačije se ob cesti nahajajo še: grad Jama (Bolnica dr. Petra Držaja), Športna hiša Ilirija, Galetov grad, skakalnica na Galetovem, gostinski lokal Na balanci, cerkev sv. Jerneja (med Vodnikovo in Celovško cesto), stavba Policijskega pihalnega orkestra, Osnovna šola Valentina Vodnika, Tržnica Koseze ...

## Javni potniški promet
Po Vodnikovi cesti potekata trasi mestnih avtobusnih linij 7 in 7L.
Na vsej cesti so tri postajališča mestnega potniškega prometa.

### Postajališča MPP
| postajališče                | št. linije |
| --------------------------- | ---------- |
| 803101 Tržnica Koseze       | 7, 7L      |
| 803101 Zgornja Šiška        | 7, 7L      |
| 802041 Bolnica Petra Držaja | 7, 7L      |

| postajališče                | št. linije |
| --------------------------- | ---------- |
| 802042 Bolnica Petra Držaja | 7, 7L      |
| 803102 Zgornja Šiška        | 7, 7L      |
| 803102 Tržnica Koseze       | 7, 7L      |